# Kathrin Stainer-Hämmerle

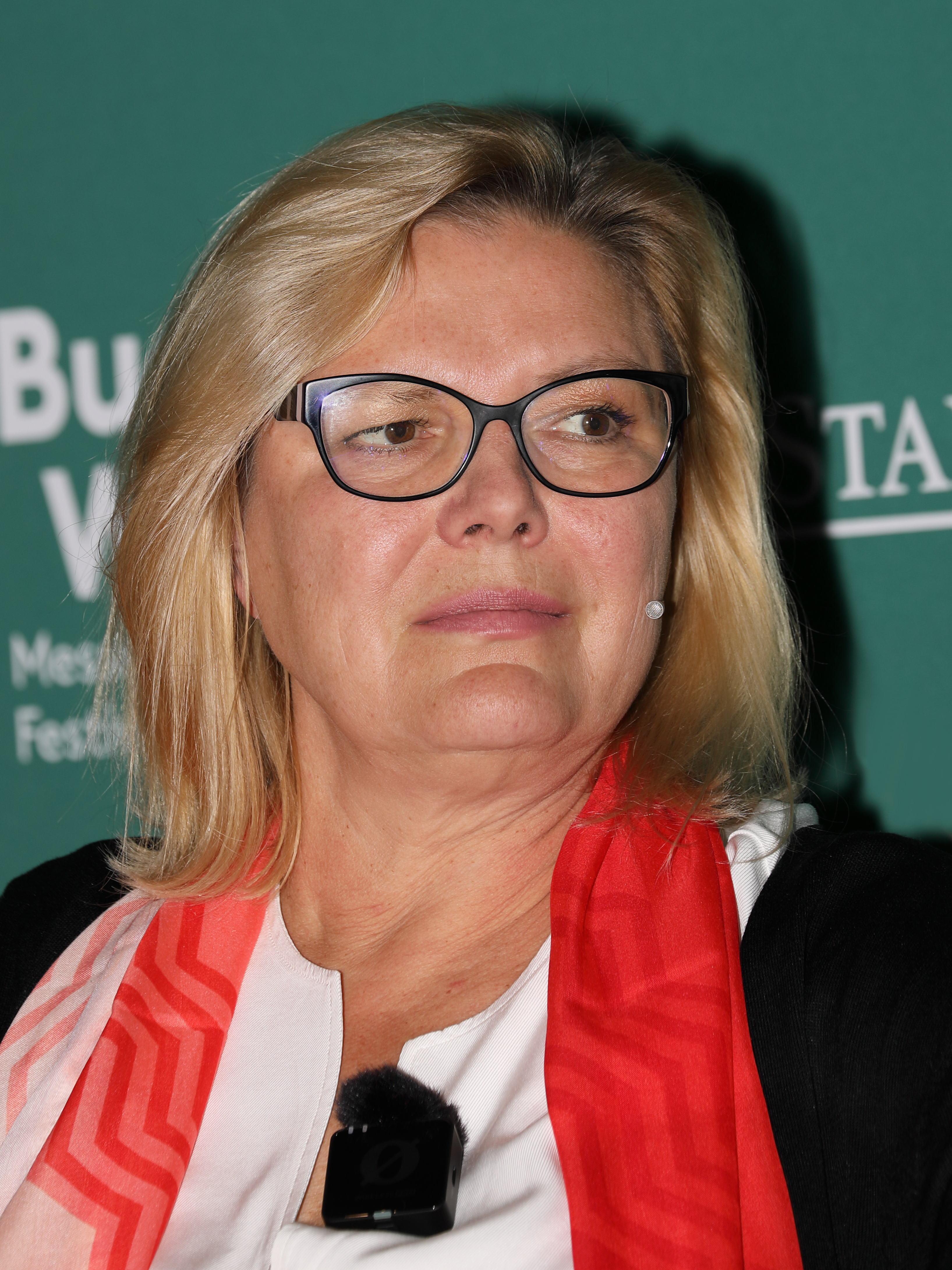
Kathrin Stainer-Hämmerle

Kathrin Stainer-Hämmerle (* 20. Jänner 1969 in Hohenems) ist eine österreichische Politik- und Rechtswissenschaftlerin und Professorin für Politikwissenschaft an der Fachhochschule Kärnten in Villach.

## Werdegang
Kathrin Stainer-Hämmerle wurde in Hohenems geboren und wuchs in der Nachbargemeinde Lustenau auf. Sie besuchte das BRG und BORG Dornbirn-Schoren und studierte anschließend Politikwissenschaften an der Universität Innsbruck. Später absolvierte sie dort auch das Studium der Rechtswissenschaften. Sie wurde mit einer Dissertation zum Thema Wahlrecht zur Doktorin der Politikwissenschaften promoviert und später Universitätsassistentin in Innsbruck.
Nach Lehr- und Forschungsaufträgen an den Universitäten Graz, Krems und Klagenfurt erfolgte 2009 die Berufung auf eine Professur für Politikwissenschaft an der Fachhochschule Kärnten. Seit 2019 leitet sie dort den Studienzweig Public Management.
Von 2005 bis 2009 war Stainer-Hämmerle Vorstandsmitglied der Österreichischen Gesellschaft für Politikwissenschaft, von 2009 bis 2011 Mitglied des Herausgebergremiums der Österreichischen Zeitschrift für Politikwissenschaft. Vom ORF wird sie regelmäßig zu aktuellen innenpolitischen Themen befragt.

## Schriften (Auswahl)
- mit Florian Oppitz (Hrsg.): Handbuch Gemeindepolitik (2013). 2. Auflage, Verlag Österreich, Wien 2021, ISBN 978-3-7046-8449-3.
- (Hrsg.): Mi subers Ländle. Politische Machenschaften, Skandale und andere Affären. Karikaturen von Silvio Raos, Edition V, Bregenz 2022, ISBN 978-3-903240-51-3.
- mit Daniela Ingruber und Georg Marschnig (Hrsg.): Verschwörungserzählungen und Faktenorientierung in der Politischen Bildung. Wochenschau Verlag, Frankfurt am Main 2023, ISBN 978-3-7344-1586-9.